# Streptopus chatterjeeanus
Streptopus chatterjeeanus là một loài thực vật có hoa trong họ Măng tây. Loài này được S.Dasgupta mô tả khoa học đầu tiên năm 2002.